# Marianthus dryandra
Marianthus dryandra är en tvåhjärtbladig växtart som beskrevs av L.W.Cayzer och Crisp. Marianthus dryandra ingår i släktet Marianthus och familjen Pittosporaceae. Inga underarter finns listade.